# Mastigodiaptomus montezumae
Mastigodiaptomus montezumae је животињска врста класе Crustacea која припада реду Calanoida. 

## Угроженост
Подаци о распрострањености ове врсте су недовољни.

## Распрострањење
Мексико је једино познато природно станиште врсте.

## Станиште
Станиште врсте су слатководна подручја.